# Bertoldo II di Katzenelnbogen
Bertoldo II di Katzenelnbogen, in tedesco Berthold II. von Katzenelnbogen (fl. XIII secolo), è stato un nobile tedesco della stirpe dei conti di Katzenelnbogen e un partecipante della quarta crociata (1202–04), che divenne signore di Velestino (1205 circa–1217) e reggente del regno di Tessalonica (1217 circa) nella Grecia franca. Fu un mecenate dei poeti e in politica un ghibellino.

## Quarta crociata

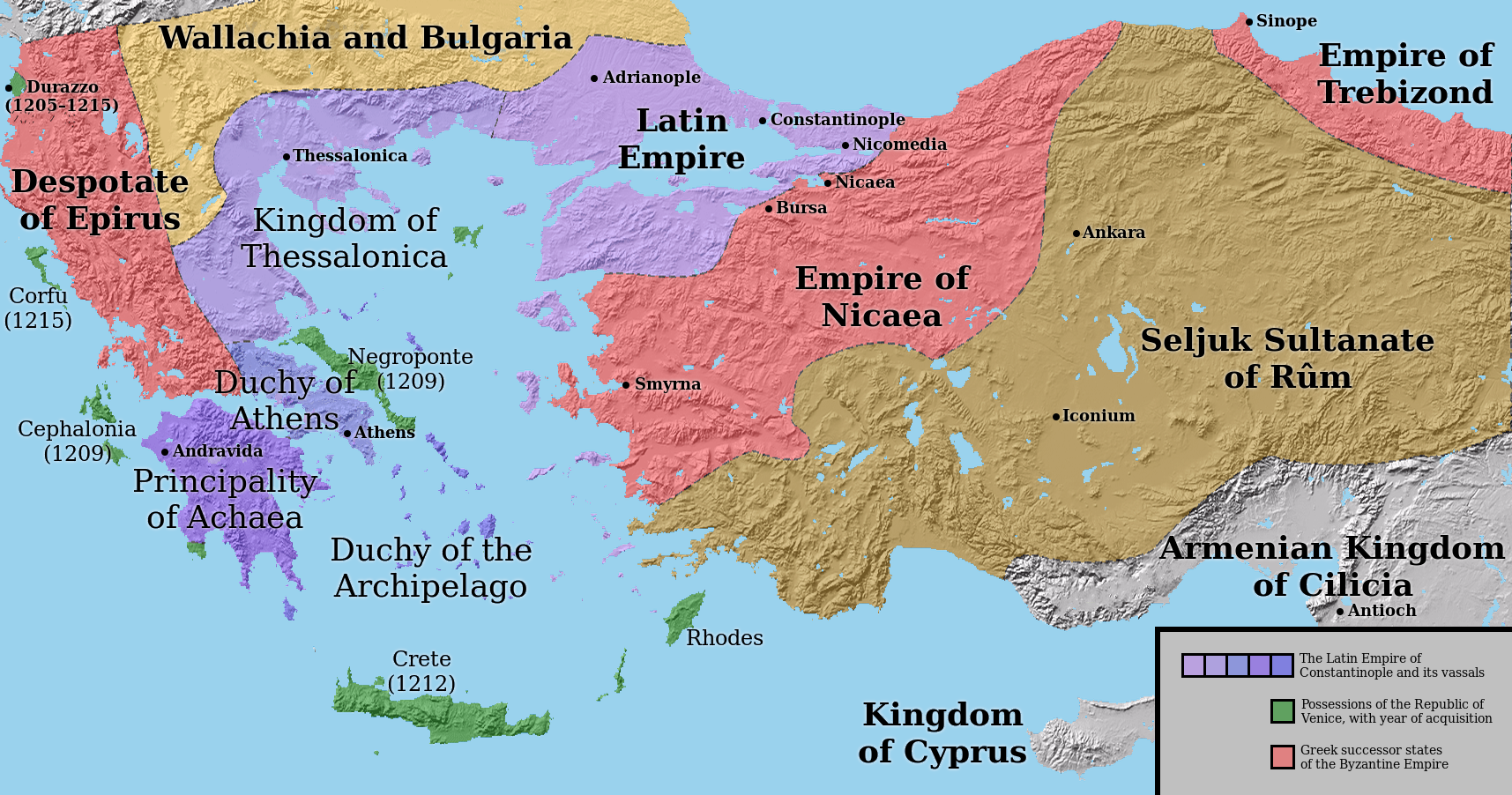
I principati della Grecia franca e gli stati successori greci dopo la quarta crociata (1210 circa).

Nato qualche tempo prima del 1183, Bertoldo era figlio di Bertoldo I di Katzenelnbogen e nipote del potente vescovo di Münster, Ermanno II (1173-1202). Bertoldo si unì alla corte di suo zio, ed è attestato che era con lui a Worms nel febbraio 1199, dopo che Ermanno si era unito alla corte del re Filippo di Svevia. Deluso dalla disunione politica e dalla guerra civile nel Sacro Romano Impero all'indomani dell'elezione a re di Filippo nel 1198, Bertoldo si unì alla quarta crociata nel 1202. Arrivò al campo dei crociati dopo che questi avevano già assediato e catturato Zara (Zara) in Ungheria. Come la maggior parte del contingente tedesco, fu posto al comando del marchese Bonifacio di Monferrato, con il quale sviluppò uno stretto rapporto personale. Nel 1203, quando l'esercito crociato raggiunse Costantinopoli, capitale dell'Impero bizantino, il contingente tedesco era sotto il comando generale di Enrico di Fiandra, con il quale Bertoldo sviluppò buoni rapporti. Il 12 aprile 1204, dopo la conquista di Costantinopoli da parte dei crociati, un certo conte tedesco (quidam comes theothonicus), forse Bertoldo, diede fuoco a una parte della città per costringere i bizantini in difesa a ritirarsi.
Dopo la caduta dell'Impero bizantino, il conte Baldovino IX di Fiandre fu proclamato nuovo imperatore latino. Questo offese Bonifacio, che si considerava un candidato migliore, e si ribellò brevemente al nuovo imperatore. Bertoldo sostenne Bonifacio nella sua breve rivolta, e dopo che questo fu placato con un nuovo regno di Tessalonica, Bertoldo accompagnò Bonifacio nella sua conquista della Grecia (1204–05). Fu premiato con una signoria incentrata sul comune di Velestino in provincia di Valacchia (provintia Velechative), con il titolo di "signore di Velestino" (dominus de Valestino). Nel 1205, fu inviato da papa Innocenzo III in una missione diplomatica in Asia Minore per mediare in una disputa tra il re Leone II di Armenia e il principe Boemondo IV di Antiochia. Dopo di che potrebbe essere andato nel regno di Gerusalemme. Un certo "conte Bertoldo il Tedesco" è menzionato nei documenti del 1206 e 1207 nell'entourage di Giovanni di Ibelin, reggente del regno, ma questo potrebbe essere stato il conte Bertoldo di Nimburg.

## Difesa del regno di Tessalonica
Bertoldo tornò in Grecia nel 1207 o 1208. Nel frattempo, Bonifacio di Monferrato era stato ucciso combattendo contro i bulgari, e aveva lasciato come suo erede il figlio minorenne Demetrio, con la madre di quest'ultimo, Margherita d'Ungheria, reggente e il conte Oberto II di Biandrate come guardiano (baiulus) del regno. Nel 1208-2009, i baroni del regno, rifiutando la sovranità dell'imperatore, ora Enrico di Fiandra, insorsero contro la reggente nella cosiddetta "ribellione lombarda". Guidati da Oberto, i ribelli intendevano deporre Demetrio e installare il suo fratellastro maggiore, Guglielmo VI di Monferrato, come re. Durante la rivolta, Bertoldo sostenne lealmente l'imperatore e fu nominato castellano di Serres. Dopo che l'imperatore arrestò Oberto, lo consegnò a Bertoldo, che lo tenne imprigionato a Serres. Bertoldo sosteneva la politica di Bonifacio di mantenere buoni rapporti con l'aristocrazia bizantina, contro la politica preferita dei ribelli, che era quella di favorire i Lombardi nel governo. Bertoldo patrocinò anche la famiglia di Petralife, cedendo il monastero di Sant'Ilario vicino ad Halmyros a Maria Petraliphaina.
Nel 1209 Bertoldo partecipò al primo parlamento di Ravennika. Il 2 maggio 1210 firmò il concordato con la chiesa raggiunto al secondo parlamento di Ravennika. Sembra che in questo periodo l'imperatore Enrico lo abbia nominato guardiano imperiale o reggente del regno, balivus imperatoris, in sostituzione di Oberto. Bertoldo era certamente incaricato della difesa del regno, insieme al nipote dell'imperatore, Eustachio di Fiandre. Respinse un attacco di Strez, nipote dello zar bulgaro Kaloyan, nelle pianure della Pelagonia, vicino a Monastir. Nel 1211 sconfisse il successore di Kaloyan e rivale di Strez, lo zar Boril di Bulgaria, causandogli pesanti perdite. Una lettera dell'imperatore che menziona queste vittorie è datata 12 gennaio 1212. Nel 1213, l'imperatore si riferisce a Bertoldo semplicemente come uno dei suoi baroni nel regno di Tessalonica, il che implica che a quel tempo non era guardiano o reggente.

## Reggente del regno
Bertoldo aveva una stretta relazione con la regina Margherita d'Ungheria. Nel 1211, tuttavia, l'arcivescovo latino di Eraclea Perinto si lamentò con papa Innocenzo III che Bertoldo teneva in suo possesso Margherita con la forza e che si era appropriato di terre appartenenti alla chiesa di Santa Sofia a Tessalonica. Bertoldo ricevette delle lettere da Innocenzo riguardo alla Chiesa latina a Salonicco. Nel luglio 1210 Innocenzo gli scrisse chiedendogli di restaurare i possedimenti della diocesi di Larissa e Gardiki. Il 4 agosto 1211, fu rimproverato per la sua occupazione delle terre appartenenti a Santa Sofia. Nel 1212 il papa chiese a Bertoldo di intervenire a nome della diocesi di Gardiki nella sua disputa con i Cavalieri Ospedalieri. La formulazione di queste lettere papali ha generato confusione sul fatto che Bertoldo fosse egli stesso "balivo imperiale" (balivus imperatoris) a cui si stava rivolgendo il papa o semplicemente il signore di Velestino.
Bertoldo è esplicitamente menzionato come reggente (baiulus regni Thessalonicensis) solo una volta: in una lettera del 21 aprile 1217 di papa Onorio III, che lo informava della sua nomina di Giovanni Colonna come legato pontificio a Tessalonica. Questo è anche l'ultimo riferimento sicuro di Bertoldo; egli non è menzionato in nessun'altra fonte contemporanea dopo questa lettera. Una fonte tarda dice che visitò Acri nel regno di Gerusalemme nello stesso anno e da lì tornò in Germania. Intorno al 1220, il nipote ed erede di Bertoldo, il conte Diether IV, visitò Tessalonica, forse per vedere suo zio o per rivendicare la sua eredità.

## Riferimenti
1. ↑  Anche scritto Katzenellenbogen.
2. ↑  "Franchi" qui è un termine generico storiografico riferito ai crociati. La Grecia franca era conosciuta dai contemporanei dell'Europa occidentale come Romania, il residuo dell'impero romano d'oriente che era caduto ai crociati.
3. ↑  "Ghibellino" qui significa un sostenitore del candidato al trono imperiale, Filippo di Svevia contro il candidato Welfen, Ottone IV di Brunswick.
4. ↑  Il Sacro Romano Impero comprendeva tre regni - regno di Germania, regno di Borgogna e regno d'Italia - e il suo sovrano era re di tutti e tre; non era imperatore, tuttavia, finché non fu incoronato dal papa.
5. ↑  In latino comes Bertoldus Theutonicus.
6. ↑  Van Tricht ha suggerito che l'effettivo reggente nel periodo 1210-11 fu Rainerio di Travale.
7. ↑  In italiano "balivo del regno di Tessalonica".